# Ejriksson (Marskrater)
Ejriksson ist ein Einschlagkrater im Memnonia-Gradfeld des Mars, der sich auf 19.2° südlicher Breite und 173.83° westlicher Länge befindet. Er hat einen Durchmesser von 47 km. Er wurde nach dem Entdecker Leif Eriksson benannt, und der Name wurde 1967 genehmigt.

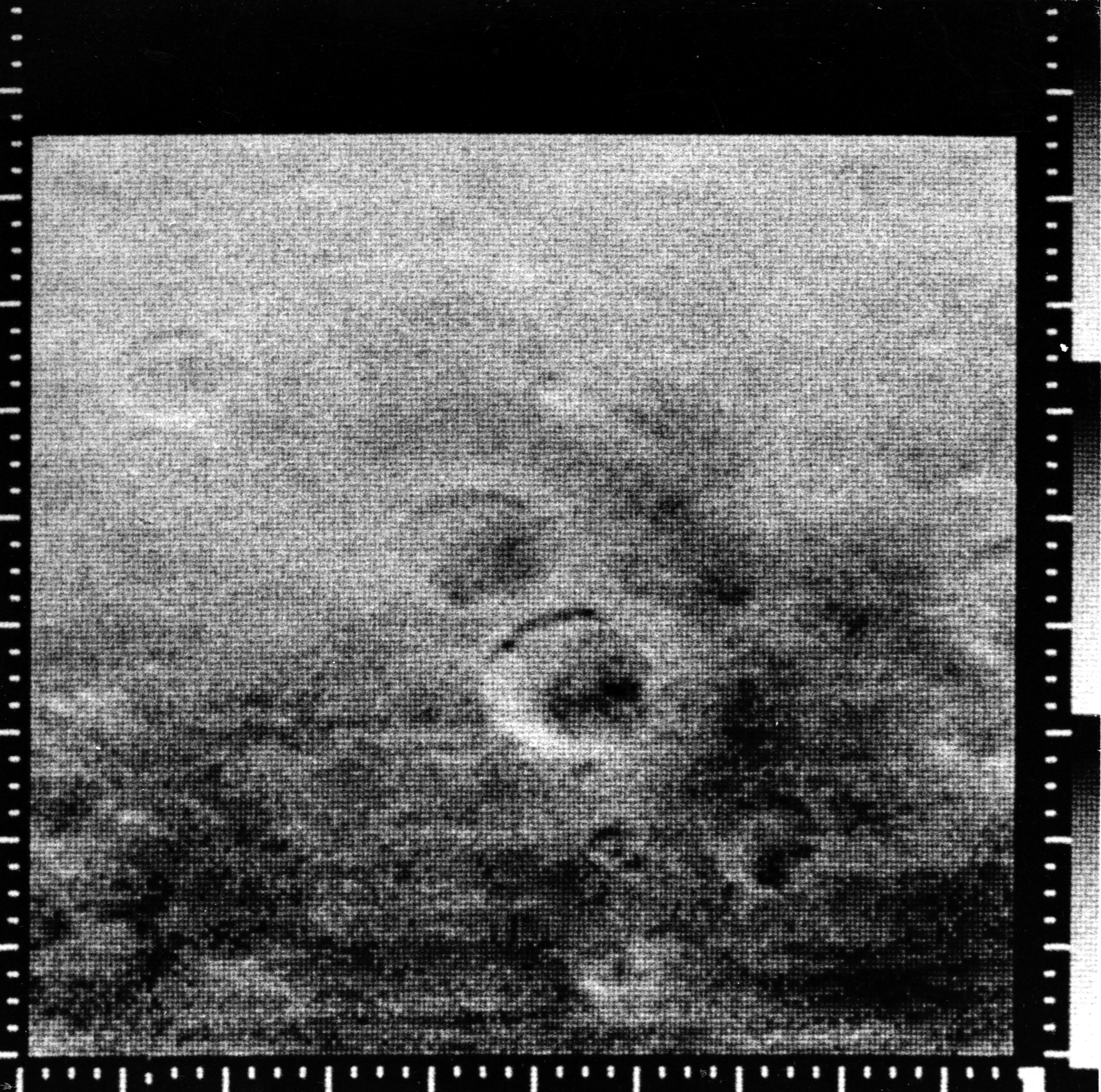
Von Mariner 4 im Jahr 1965 aufgenommenes Bild. Ejriksson ist unterhalb des mittleren Teils
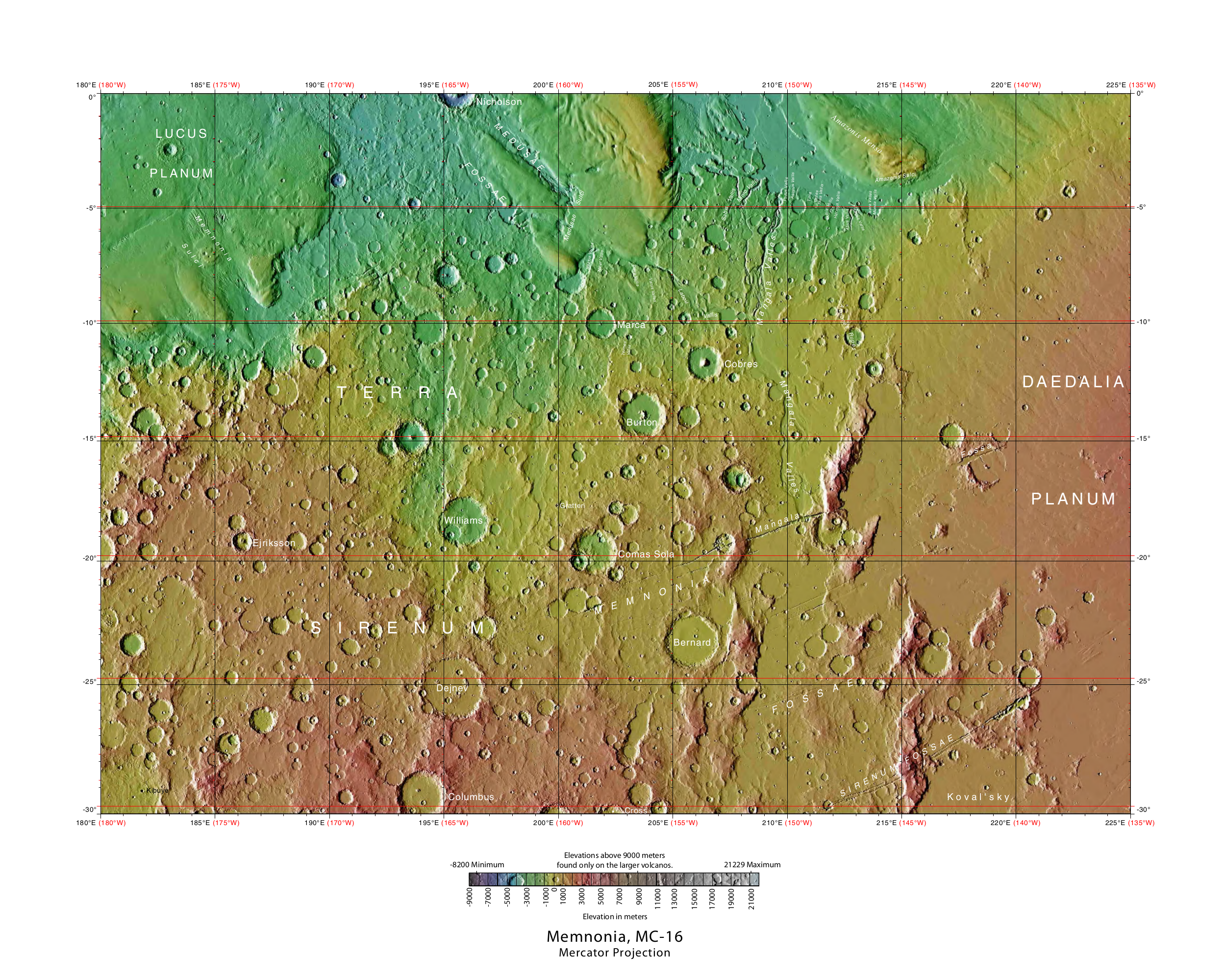
Karte mit den relativen Positionen des Ejriksson-Kraters und anderer nahegelegener Krater im Memnonia-Gradfeld
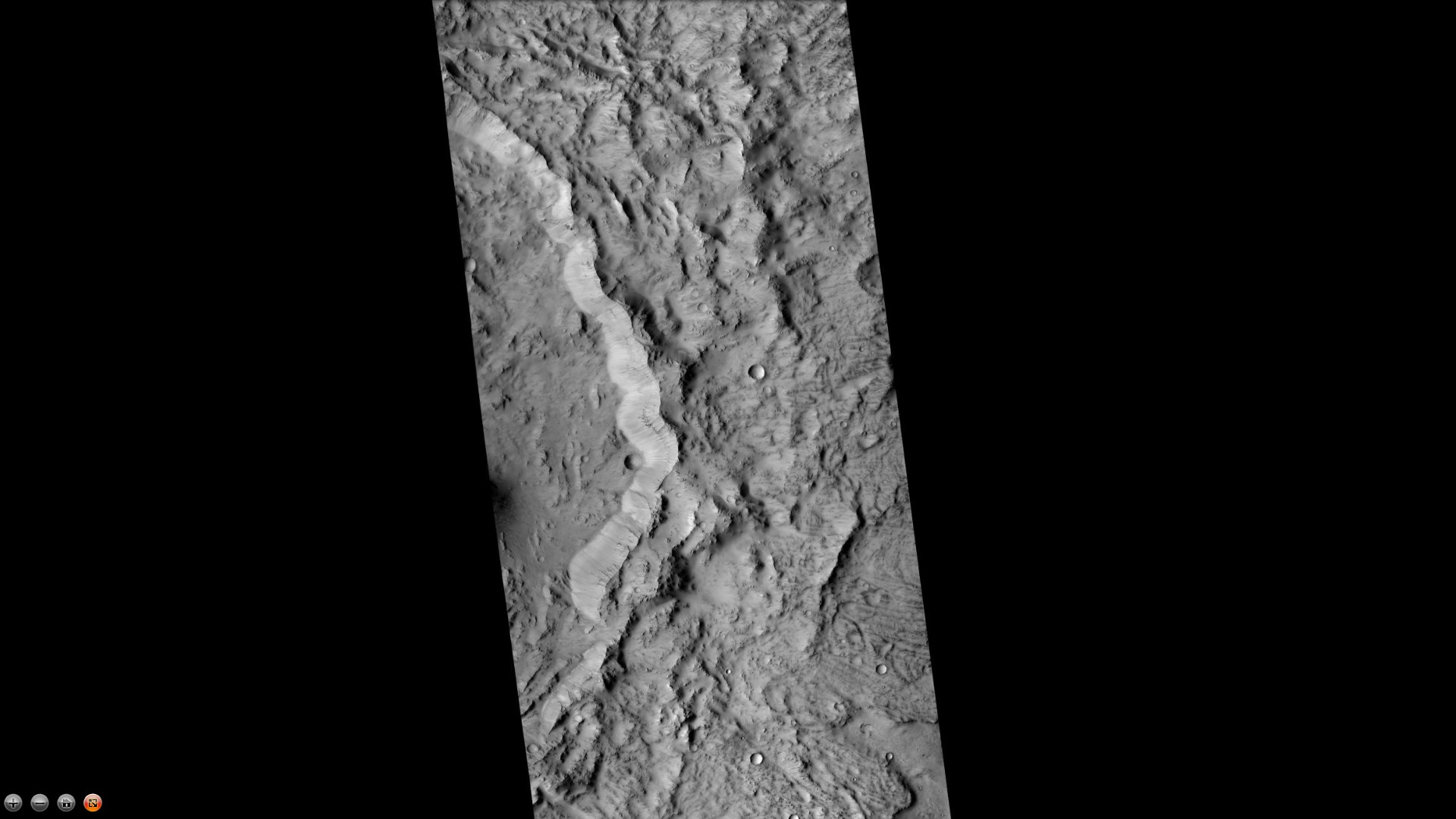
Ostseite des Ejriksson-Kraters, aufgenommen vom Mars Reconnaissance Orbiter